# Syracuse Crunch
Syracuse Crunch je profesionální americký klub ledního hokeje, který sídlí v Syracuse ve státě New York. Do AHL vstoupil v ročníku 1994/95 a hraje v Severní divizi v rámci Východní konference. Své domácí zápasy odehrává v hale Upstate Medical University Arena s kapacitou 6 159 diváků. Klubové barvy jsou modrá, bílá, stříbrná a černá.
Klub byl založen v roce 1994, tehdy v AHL nahradil celek Hamilton Canucks (1992–1994). Klub plnil po svém vzniku roli záložního celku klubu NHL Vancouver Canucks, stejně jako jeho předchůdce. V letech 1997-99 byl zároveň i farmou Pittsburgh Penguins. Po ukončení spolupráce s Canucks v roce 2000 byli Crunch rezervou Columbus Blue Jackets (2000-10) a Anaheim Ducks (2010-12). Od sezony 2012/13 je jejich nadřazeným klubem Tampa Bay Lightning.
Název Crunch si vybrali fanoušci z pěti možností a od počátku byl hlavním rivalem tým Rochester Americans. Nad ledem od sezony 2008/09 visí číslo 7, které sice není vyřazené, ale je vyvěšeno na počest tehdy zesnulého herce Paula Newmana. Ten totiž toto číslo nosil ve filmu Slap Shot z roku 1977, ve kterém hlavní hrdinové oblékali dres imaginárního celku Syracuse Bulldogs. V Syracuse v letech 1936-40 působil klub AHL Stars, který se stal v roce 1937 premiérovým vítězem soutěže. Celek Crunch se v play off dostal nejdále do finále v ročnících 2013 a 2017.

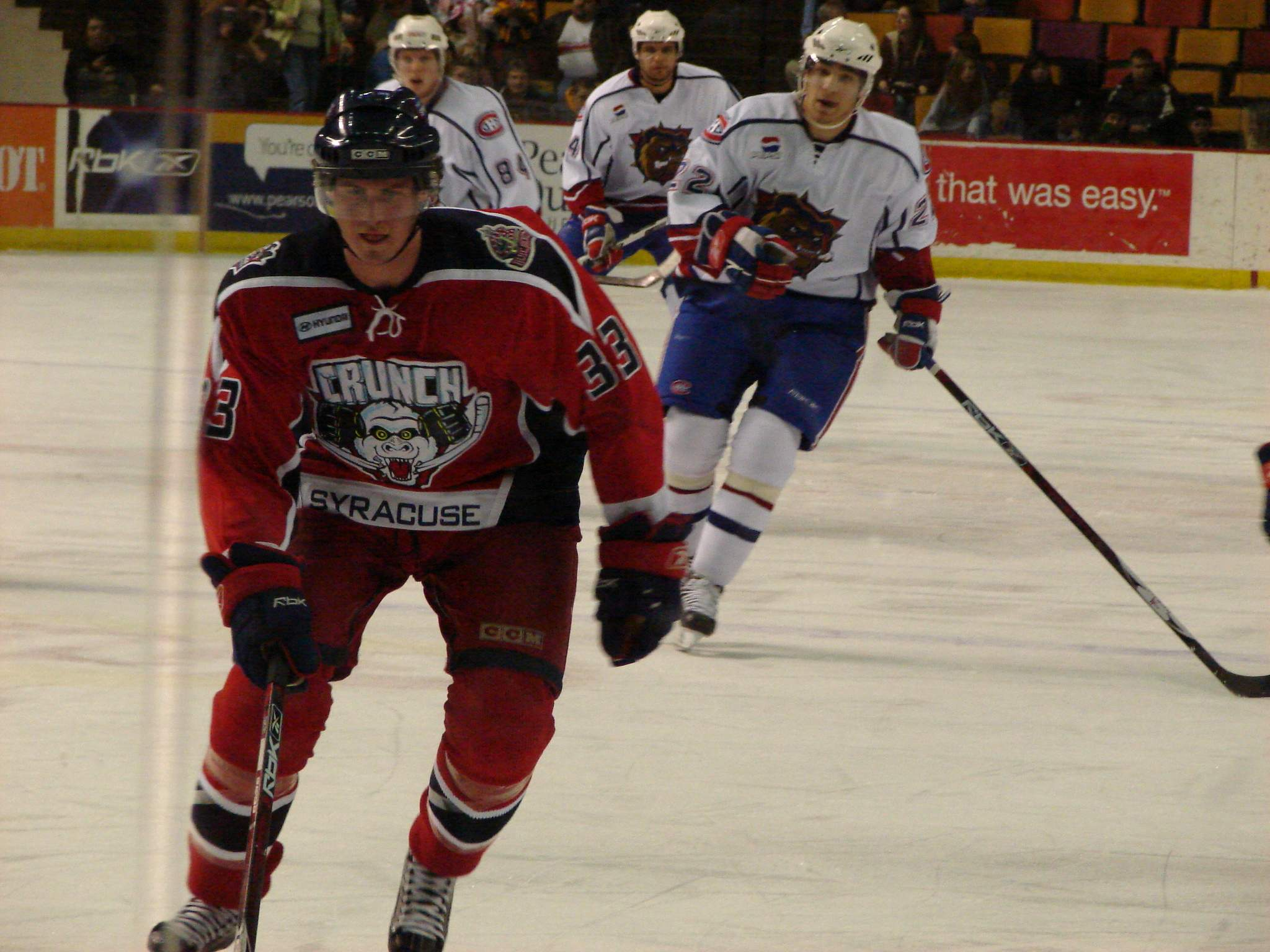
Lotyšský bek Jēkabs Rēdlihs v dresu Crunch v utkání proti Hamilton Bulldogs

## Úspěchy klubu
- Vítěz konference - 2x (2012/13, 2016/17)
- Vítěz divize - 4x (2001/02, 2012/13, 2016/17, 2018/19)

## Umístění v jednotlivých sezonách
Stručný přehled
Zdroj:
- 1994–1995: American Hockey League (Jižní divize)
- 1995–1996: American Hockey League (Centrální divize)
- 1996–2000: American Hockey League (Divize Empire State)
- 2000–2001: American Hockey League (Středoatlantická divize)
- 2001–2003: American Hockey League (Centrální divize)
- 2003–2009: American Hockey League (Severní divize)
- 2009–2015: American Hockey League (Východní divize)
- 2015– : American Hockey League (Severní divize)

Jednotlivé ročníky
Zdroj:
Legenda: Z – zápasy, V – výhry, R- remízy, P – porážky, PP – porážky v prodloužení či na samostatné nájezdy, VG – vstřelené góly, OG – obdržené góly, B – body
| USA / Kanada (1994 – ) |                               |        |    |    |    |    |    |     |     |     |        |
| Sezóny                 | Liga                          | Úroveň | Z  | V  | R  | PP | P  | VG  | OG  | B   | Pozice |
| 1994/95                | AHL (Jižní divize)            | 2      | 80 | 29 | 9  | –  | 42 | 288 | 325 | 67  | 5.     |
| 1995/96                | AHL (Centrální divize)        | 2      | 80 | 31 | 5  | 7  | 37 | 257 | 307 | 74  | 5.     |
| 1996/97                | AHL (Divize Empire State)     | 2      | 80 | 32 | 10 | 0  | 38 | 241 | 265 | 74  | 4.     |
| 1997/98                | AHL (Divize Empire State)     | 2      | 80 | 35 | 11 | 2  | 32 | 272 | 285 | 83  | 3.     |
| 1998/99                | AHL (Divize Empire State)     | 2      | 80 | 18 | 9  | 3  | 50 | 220 | 327 | 48  | 5.     |
| 1999/00                | AHL (Divize Empire State)     | 2      | 80 | 35 | 9  | 1  | 35 | 290 | 294 | 80  | 2.     |
| 2000/01                | AHL (Středoatlantická divize) | 2      | 80 | 33 | 12 | 5  | 30 | 235 | 254 | 83  | 3.     |
| 2001/02                | AHL (Centrální divize)        | 2      | 80 | 39 | 13 | 5  | 23 | 228 | 193 | 96  | 1.     |
| 2002/03                | AHL (Centrální divize)        | 2      | 80 | 27 | 8  | 4  | 41 | 201 | 256 | 66  | 4.     |
| 2003/04                | AHL (Severní divize)          | 2      | 80 | 38 | 10 | 7  | 25 | 239 | 235 | 93  | 2.     |
| 2004/05                | AHL (Severní divize)          | 2      | 80 | 36 | –  | 11 | 33 | 215 | 230 | 83  | 5.     |
| 2005/06                | AHL (Severní divize)          | 2      | 80 | 47 | –  | 8  | 25 | 272 | 251 | 102 | 2.     |
| 2006/07                | AHL (Severní divize)          | 2      | 80 | 34 | –  | 12 | 34 | 250 | 248 | 80  | 5.     |
| 2007/08                | AHL (Severní divize)          | 2      | 80 | 46 | –  | 8  | 26 | 247 | 201 | 100 | 2.     |
| 2008/09                | AHL (Severní divize)          | 2      | 80 | 40 | –  | 8  | 32 | 214 | 226 | 88  | 5.     |
| 2009/10                | AHL (Východní divize)         | 2      | 80 | 34 | –  | 7  | 39 | 227 | 272 | 75  | 6.     |
| 2010/11                | AHL (Východní divize)         | 2      | 80 | 35 | –  | 7  | 38 | 221 | 250 | 77  | 6.     |
| 2011/12                | AHL (Východní divize)         | 2      | 76 | 37 | –  | 10 | 29 | 238 | 234 | 75  | 4.     |
| 2012/13                | AHL (Východní divize)         | 2      | 76 | 43 | –  | 11 | 22 | 247 | 201 | 97  | 1.     |
| 2013/14                | AHL (Východní divize)         | 2      | 76 | 31 | –  | 13 | 32 | 198 | 232 | 75  | 5.     |
| 2014/15                | AHL (Východní divize)         | 2      | 76 | 41 | –  | 10 | 25 | 218 | 219 | 92  | 2.     |
| 2015/16                | AHL (Severní divize)          | 2      | 76 | 32 | –  | 15 | 29 | 213 | 240 | 79  | 4.     |
| 2016/17                | AHL (Severní divize)          | 2      | 76 | 38 | –  | 14 | 24 | 232 | 227 | 90  | 1.     |
| 2017/18                | AHL (Severní divize)          | 2      | 76 | 46 | –  | 8  | 22 | 234 | 189 | 100 | 2.     |
| 2018/19                | AHL (Severní divize)          | 2      | 76 | 47 | –  | 8  | 21 | 264 | 187 | 102 | 1.     |
| 2019/20                | AHL (Severní divize)          | 2      | 62 | 30 | –  | 9  | 23 | 202 | 210 | 69  | 5.     |
| 2020/21                | AHL (Severní divize)          | 2      | 32 | 19 | –  | 3  | 10 | 120 | 93  | 41  | 3.     |
| 2021/22                | AHL (Severní divize)          | 2      | 76 | 41 | –  | 9  | 26 | 242 | 229 | 91  | 2.     |
| 2022/23                | AHL (Severní divize)          | 2      | 72 | 35 | –  | 11 | 26 | 252 | 239 | 81  | 2.     |
| 2023/24                | AHL (Severní divize)          | 2      | 72 | 39 | –  | 9  | 24 | 220 | 203 | 87  | 3.     |
| 2024/25                | AHL (Severní divize)          | 2      | 72 | 37 | –  | 12 | 23 | 206 | 187 | 86  | 3.     |

### Play-off
| Sezona  | 1. kolo                                       | 2. kolo                                       | Finále konference                             | Finále Calder Cupu                            |
| ------- | --------------------------------------------- | --------------------------------------------- | --------------------------------------------- | --------------------------------------------- |
| 1994/95 | mužstvo se nekvalifikovalo                    | mužstvo se nekvalifikovalo                    | mužstvo se nekvalifikovalo                    | mužstvo se nekvalifikovalo                    |
| 1995/96 | postup, 3–1, Binghamton                       | postup, 4–3, Baltimore                        | porážka, 1–4, Rochester                       | —                                             |
| 1996/97 | porážka, 0–3, Rochester                       | —                                             | —                                             | —                                             |
| 1997/98 | porážka, 2–3, Hamilton                        | —                                             | —                                             | —                                             |
| 1998/99 | mužstvo se nekvalifikovalo                    | mužstvo se nekvalifikovalo                    | mužstvo se nekvalifikovalo                    | mužstvo se nekvalifikovalo                    |
| 1999/00 | porážka, 1–3, Hamilton                        | —                                             | —                                             | —                                             |
| 2000/01 | porážka, 2–3, Wilkes-Barre/Scranton           | —                                             | —                                             | —                                             |
| 2001/02 | postup, 3–0, Philadelphia                     | porážka, 3–4, Chicago                         | —                                             | —                                             |
| 2002/03 | mužstvo se nekvalifikovalo                    | mužstvo se nekvalifikovalo                    | mužstvo se nekvalifikovalo                    | mužstvo se nekvalifikovalo                    |
| 2003/04 | porážka, 3–4, Rochester                       | —                                             | —                                             | —                                             |
| 2004/05 | mužstvo se nekvalifikovalo                    | mužstvo se nekvalifikovalo                    | mužstvo se nekvalifikovalo                    | mužstvo se nekvalifikovalo                    |
| 2005/06 | porážka, 2–4, Manitoba                        | —                                             | —                                             | —                                             |
| 2006/07 | mužstvo se nekvalifikovalo                    | mužstvo se nekvalifikovalo                    | mužstvo se nekvalifikovalo                    | mužstvo se nekvalifikovalo                    |
| 2007/08 | postup, 4-2, Manitoba                         | porážka, 3–4, Toronto                         | —                                             | —                                             |
| 2008/09 | mužstvo se nekvalifikovalo                    | mužstvo se nekvalifikovalo                    | mužstvo se nekvalifikovalo                    | mužstvo se nekvalifikovalo                    |
| 2009/10 | mužstvo se nekvalifikovalo                    | mužstvo se nekvalifikovalo                    | mužstvo se nekvalifikovalo                    | mužstvo se nekvalifikovalo                    |
| 2010/11 | mužstvo se nekvalifikovalo                    | mužstvo se nekvalifikovalo                    | mužstvo se nekvalifikovalo                    | mužstvo se nekvalifikovalo                    |
| 2011/12 | porážka, 1-3, St. John's                      | —                                             | —                                             | —                                             |
| 2012/13 | postup, 3–0, Portland                         | postup, 4–0, Springfield                      | postup, 4–1, Wilkes-Barre/Scranton            | Finále AHL, 2-4, Grand Rapids                 |
| 2013/14 | mužstvo se nekvalifikovalo                    | mužstvo se nekvalifikovalo                    | mužstvo se nekvalifikovalo                    | mužstvo se nekvalifikovalo                    |
| 2014/15 | porážka, 0–3, Wilkes-Barre/Scranton           | —                                             | —                                             | —                                             |
| 2015/16 | mužstvo se nekvalifikovalo                    | mužstvo se nekvalifikovalo                    | mužstvo se nekvalifikovalo                    | mužstvo se nekvalifikovalo                    |
| 2016/17 | postup, 3—1, St. John's                       | postup, 4—3, Toronto                          | postup, 4—1, Providence                       | Finále AHL, 2–4, Grand Rapids                 |
| 2017/18 | postup, 3—0, Rochester                        | porážka, 0—4, Toronto                         | —                                             | —                                             |
| 2018/19 | porážka, 1–3, Cleveland                       | —                                             | —                                             | —                                             |
| 2019/20 | sezona nedohrána kvůli pandemii koronaviru    | sezona nedohrána kvůli pandemii koronaviru    | sezona nedohrána kvůli pandemii koronaviru    | sezona nedohrána kvůli pandemii koronaviru    |
| 2020/21 | playoff se nekonalo kvůli pandemii koronaviru | playoff se nekonalo kvůli pandemii koronaviru | playoff se nekonalo kvůli pandemii koronaviru | playoff se nekonalo kvůli pandemii koronaviru |
| 2021/22 | porážka, 2–3, Laval                           | —                                             | —                                             | —                                             |
| 2022/23 | porážka, 2–3, Rochester                       | —                                             | —                                             | —                                             |
| 2023/24 | postup, 3–2, Rochester                        | porážka, 0–3, Cleveland                       | —                                             | —                                             |
| 2024/25 | porážka, 0–3, Rochester                       | —                                             | —                                             | —                                             |

## Klubové rekordy

### Za sezonu
Góly: 40, Lonny Bohonos (1995/96)
Asistence: 58, Bill Bowler (2000/01)
Body: 82, Carter Verhaeghe (2018/19)
Trestné minuty: 357, Jody Shelley (2000/01)
Průměr obdržených branek: 2.18, Jean-Francois Labbe (2001/02)
Procento úspěšnosti zákroků: .928, Jean-Francois Labbe (2001/02)

### Celkové
Góly: 107, Mark Hartigan
Asistence: 143, Brad Moran
Body: 241, Brad Moran
Trestné minuty: 820, Jeremy Reich
Čistá konta: 11, Jean-Francois Labbe a Karl Goehring
Vychytaná vítězství: 78, Karl Goehring
Odehrané zápasy: 334, Brad Moran